# Église Saint-Martial de Paunat
Pour les articles homonymes, voir Église Saint-Martial.
L'église Saint-Martial se trouve dans la commune de Paunat, dans le département de la Dordogne.
L'église fait l’objet d’un classement au titre des monuments historiques depuis le 9 juillet 1956. 
Le terrain aux abords fait l’objet d’une inscription au titre des monuments historiques depuis le 12 mars 1959.
L'église était l'abbatiale d'une des plus anciennes abbayes du Périgord.

## Historique
La tradition donne la fondation de Paunat au VIe siècle par saint Cybard qui serait natif de Trémolat, village situé à proximité et où ses parents avaient été enterrés. Saint Cybard aurait alors donné le monastère aux religieux de Saint-Martial de Limoges. Cependant les documents originaux de fondation ont disparu. Ceux relatifs à la fondation de Paunat qui nous sont parvenus sont deux actes douteux : le testament de Saint-Cybard qui est presque certainement apocryphe et la lettre d’Agius, moine de Vabres en Aveyron, qui est peut-être une compilation tardive.
La première source écrite concernant cet établissement provient de l’abbaye Saint-Martial de Limoges dont dépendait Paunat. Il s’agit d'une charte de donation du monastère de Paunat construit en l'honneur du Saint Sauveur et de Saint Benoît, ainsi que ses dépendances, à Saint-Martial de Limoges par David et son épouse Bénédicte. On n'en conserve que des copies médiévales. La datation de ce document pose cependant problème. Son interprétation a fait dater la fondation de 804 dans un premier temps, mais cette date étant liée à un empereur Charles (Charlemagne, Charles II le Chauve, Charles III le Gros ?), elle pourrait être aussi 888, mais d'autres éléments rendent improbables cette dernière date. Une analyse plus récente propose de situer cette donation au moment de la fondation de l'abbaye bénédictine de Saint-Martial de Limoges, soit au printemps 848, Charles le Chauve étant alors roi de Francie. Le nom du premier témoin de la charte est en effet aussi celui du premier abbé de Saint-Martial de Limoges, probablement imposé par Charles le Chauve, Dodon de l'Abbaye de Saint-Savin-sur-Gartempe. La date des copies serait donc corrompue par l'ajout d'une référence à un titre d'empereur, alors que Charles n'était encore que roi à ce moment-là.  
En 848 Charles le Chauve accorde quelques privilèges au monastère de Paunat qui est reconnu être une possession de Saint-Martial de Limoges.
On place souvent la date de destruction de l'abbaye par les Normands en 849, mais elle est incertaine, on sait que les Normands sont encore présents en 860 en Aquitaine, et que Pépin II d'Aquitaine en lutte contre Charles l'Enfant et Charles le Chauve va prendre des Normands comme mercenaires en 864. Par ailleurs, en 861 ou 862, l'abbé de Paunat, Adalgasius, et ses moines errants ne sont toujours pas de retour dans leur abbaye. Ils fondèrent avec Raymond, marquis de Toulousain, l'abbaye de Vabres, en Rouergue. 
En 856, il y a eu un don fait à Abbon, abbé de l'église Sainte-Radegonde à Milhac-d'Auberoche.
Après le retour des moines à Paunat, le monastère a été reconstruit. En 963, la charte de fondation de l'abbaye du Bugue, en Périgord, mentionne l'abbé de Paunat, Guigue, et les moines de son monastère.
En juillet 991, Frotaire, évêque de Périgueux, accorde un privilège d’exemption au monastère de Paunat à l’occasion de la bénédiction de l’église.
En 1008, le porteur du rouleau des morts venant de l’abbaye Sainte-Marie de Ripoll après le décès de l'abbé Seniofredus mentionne qu’il s’est arrêté à "Saint-Sauveur de Paunat où Saint Junien repose, inhumé". 
L'abbaye a été érigée en prévôté à une date inconnue mais les textes d'acquisition de l'église de Celle, en Saintonge, nous donnent le nom du prévôt Hugues, en 1080. Un bref du pape Urbain II daté de 1097 envoyé à Adémar, abbé de Saint-Martial de Limoges, cite la prévôté de Paunat et ses dépendances parmi les possessions de son abbaye. Le monastère de Paunat comprenait 16 moines.
En 1135, Bernard d'Auberoche, prévôt de Paunat, devient abbé d'Uzerche.
On ne possède aucun document permettant de préciser l'histoire de l'abbaye au XIIe et XIIIe siècles, au moment où se reconstruit l'église actuelle.

Le clocher-porche actuel a dû être reconstruit au début du XIIe siècle. Son plan peut être rapproché de celui du clocher-porche de Saint-Étienne de la Cité de Périgueux retrouvé au cours des fouilles.

La construction a dû se poursuivre par le chœur, voûté en style angevin. Puis le transept a été ajouté comme le montre le raccordement des murs des croisillons sur ceux du chœur. Certains historiens ont déduit de la découverte d'une piscine liturgique dans le mur oriental du croisillon nord que l'église avait été construite avant la fin du XIIe siècle, arguant que le pape Innocent III avait rédigé une ordonnance la rendant inutile. On constate que les murs ouest des croisillons ont une épaisseur importante (2,50 m) sans qu'on en sache la raison.

Dans son livre sur "L'architecture byzantine en France", en 1851, Félix de Verneilh affirmait que la nef avait été voûtée avec des coupoles. C'est une hypothèse qui reste non vérifiable et qui est probablement due à la proximité de l'église Saint-Nicolas de Trémolat, proximité géographique et de style.

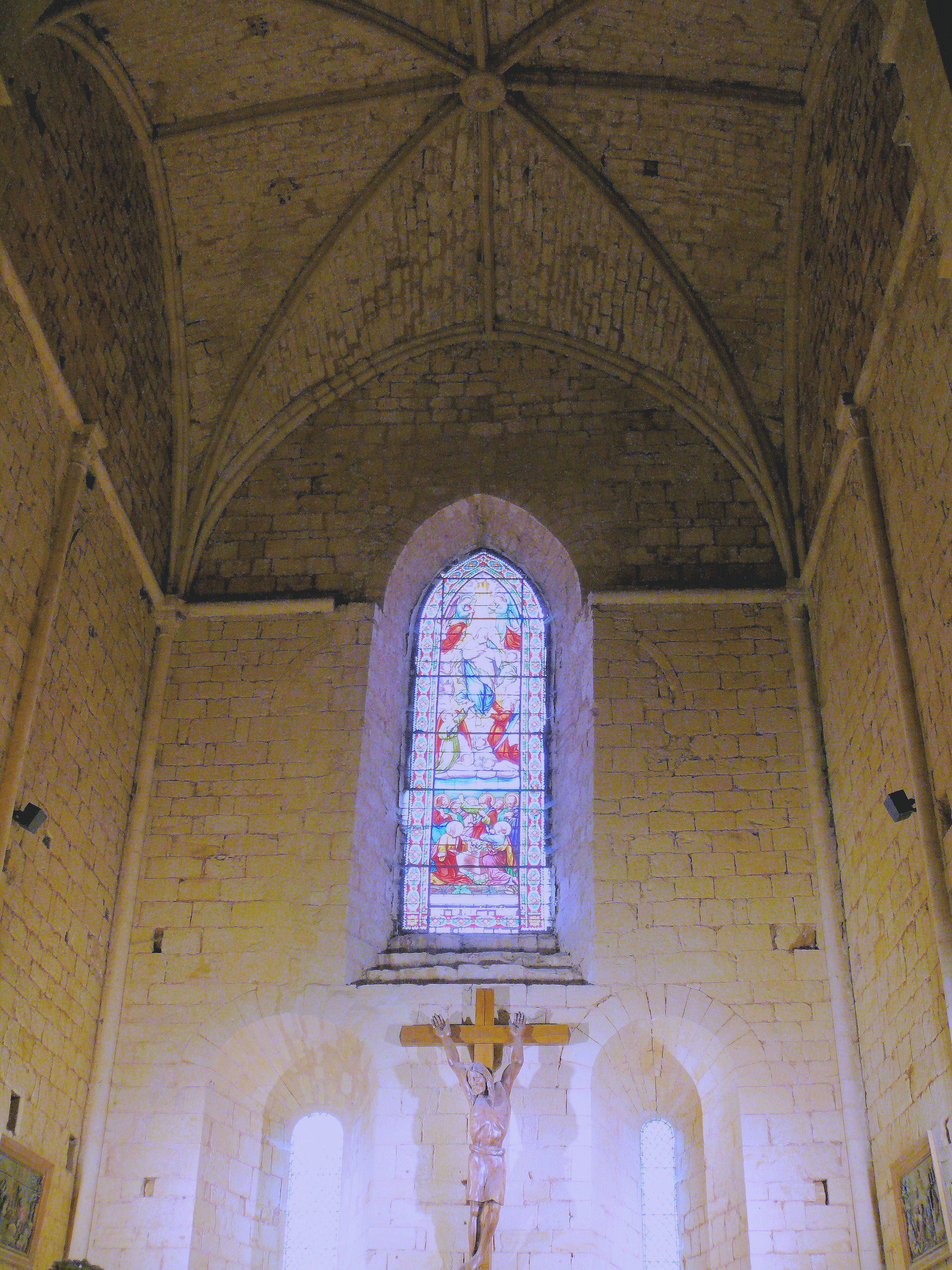
Le chœur avec sa voûte de style Plantagenêt.
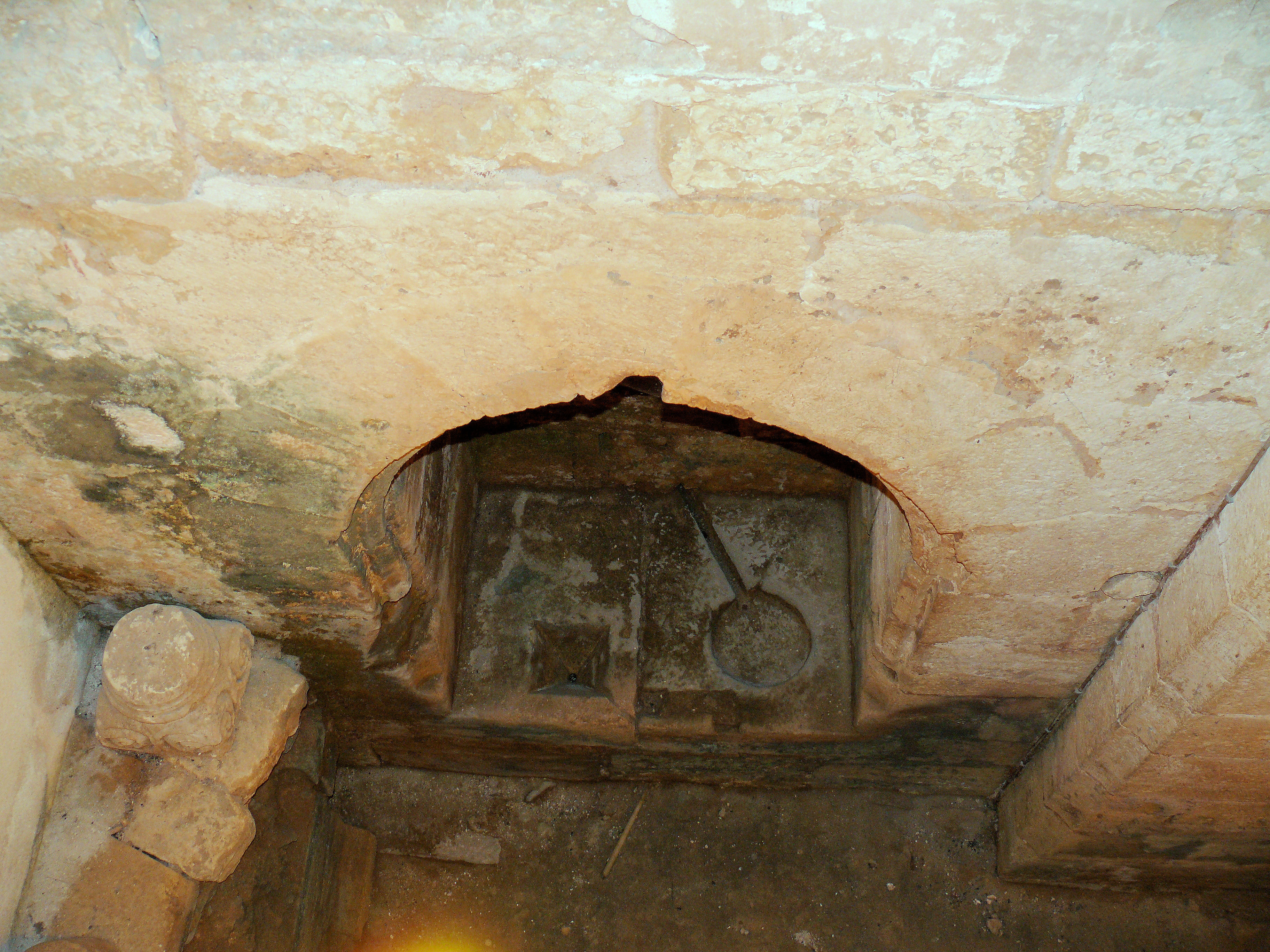
L'ancien sol dans le croisillon nord du transept avec piscine liturgique.
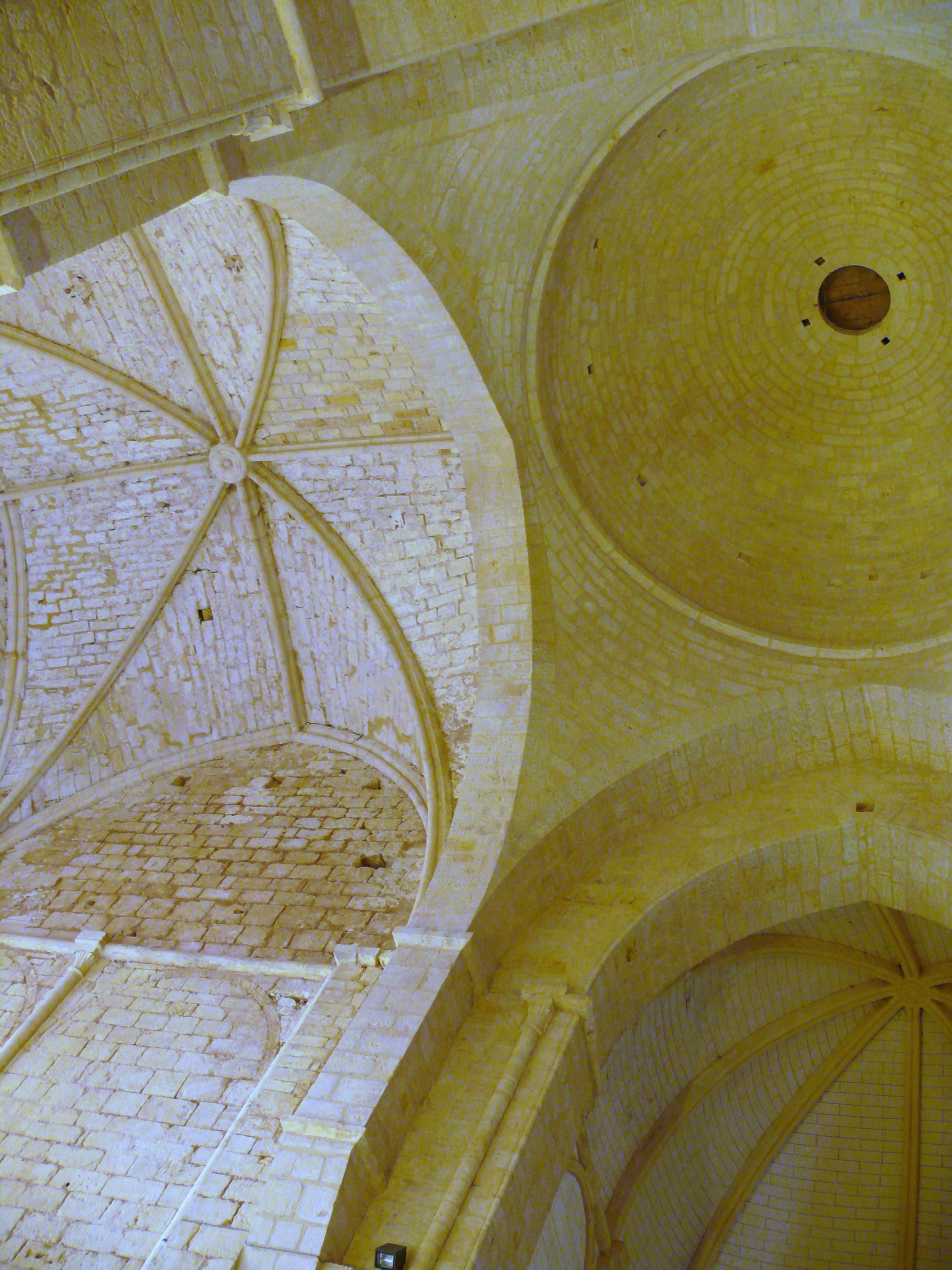
Voûtes du chœur et du transept.

Visite de l'archevêque de Bordeaux, Bertand de Got, en 1304.
La guerre de Cent Ans va entraîner de nombreuses destructions dans la région qui vont réduire les revenus du monastère. Geoffroy Morcelli, prévôt de Paunat, s'en plaint au cours d'un chapitre, en 1339, à l'abbaye Saint-Martial de Limoges. Il indique qu'il est difficile aux moines d'y vivre sous l'occupation anglaise et qu'elle a ruiné la nef. Pour permettre de maintenir la vie monastique à Paunat, il demanda l'union du prieuré de Tayac à la mense du monastère. Cette union a été faite en 1349. À cette date, les prieurés dépendant de Paunat sont Le Fleix, Ribagnac, Saint-Nazaire, Monfaucon Tayac ainsi que des églises. Aucun texte ne permet de savoir précisément quelles destructions ont été faites par le passage des troupes. 
Mais en 1463, un contrat est passé entre le seigneur de Saint-Alvère, Jean II Adhémar de Lostanges, et le prévôt de Paunat, Géraud de Malaumont, autorisant le monastère à prendre du bois dans la forêt de Puydarèze pour reconstruire le monastère et réparer l'église. La nef est reconstruite et renforcée par de gros contreforts extérieurs. La voûte du chœur ainsi que la coupole de la croisée ont certainement dû être refaites.
En 1524, Alain de Ferrières, prévôt de Paunat, devient abbé de Saint-Amand-de-Coly.
En 1550, Guillaume Vergnole, prévôt de Paunat, assiste aux États du Périgord qui se sont tenus à Sarlat.
Vers 1551, nouveau pillage du monastère. Les seigneurs de Limeuil convertis au protestantisme s'emparèrent des biens du monastère jusqu'en 1656. Ses revenus vont être très réduits ne permettant plus d'entretenir correctement les bâtiments. Le cardinal de Bouillon devient prévôt de Paunat en 1656.
Au cours de la visite canonique de Mgr Le Boux, en 1688, il a été noté : « seul le sanctuaire est bien conservé, mais la nef n'est lambrissée qu'à moitié, et, elle n'est ni pavée ni vitrée ».
Jacques de Lasserre devient prévôt de Paunat en 1696. Il l'unit en 1702 au grand séminaire de Périgueux. À sa mort, en 1715, c'est le supérieur du grand séminaire de Périgueux qui devient le prévôt de Paunat. Un état de l'église a alors été dressé notant que l'église avait été « recouverte à neuf aux frais et dépens du défunt Jacques de la Serre ».
À la veille de la Révolution, le monastère de Paunat n'était plus très actif. En 1789, il y a une émeute contre Jean-Baptiste Lasserre, syndic de la Mission en faveur de Sainte-Marie. Il avait fait depuis 1787 des réclamations des arréages de rentes qui étaient dus. Du 30 janvier au 1er février 1790, les bancs de l'église sont brûlés.
Des travaux sont faits au XIXe siècle dans l'église pour la maintenir hors d'eau et permettre l'exercice du culte. Comblement en pierres sèches sur 2,80 m d'épaisseur sur le sol d'origine, percement du mur du chevet en coupant le contrefort médian pour y installer une fenêtre et le vitrail de l'Assomption de la Vierge.  On trouve dans les archives du département de la Dordogne de 1845 :"la voûte de la nef est entièrement détruite, il n'en reste que la naissance, colonnes adossées, ..., transept intact".

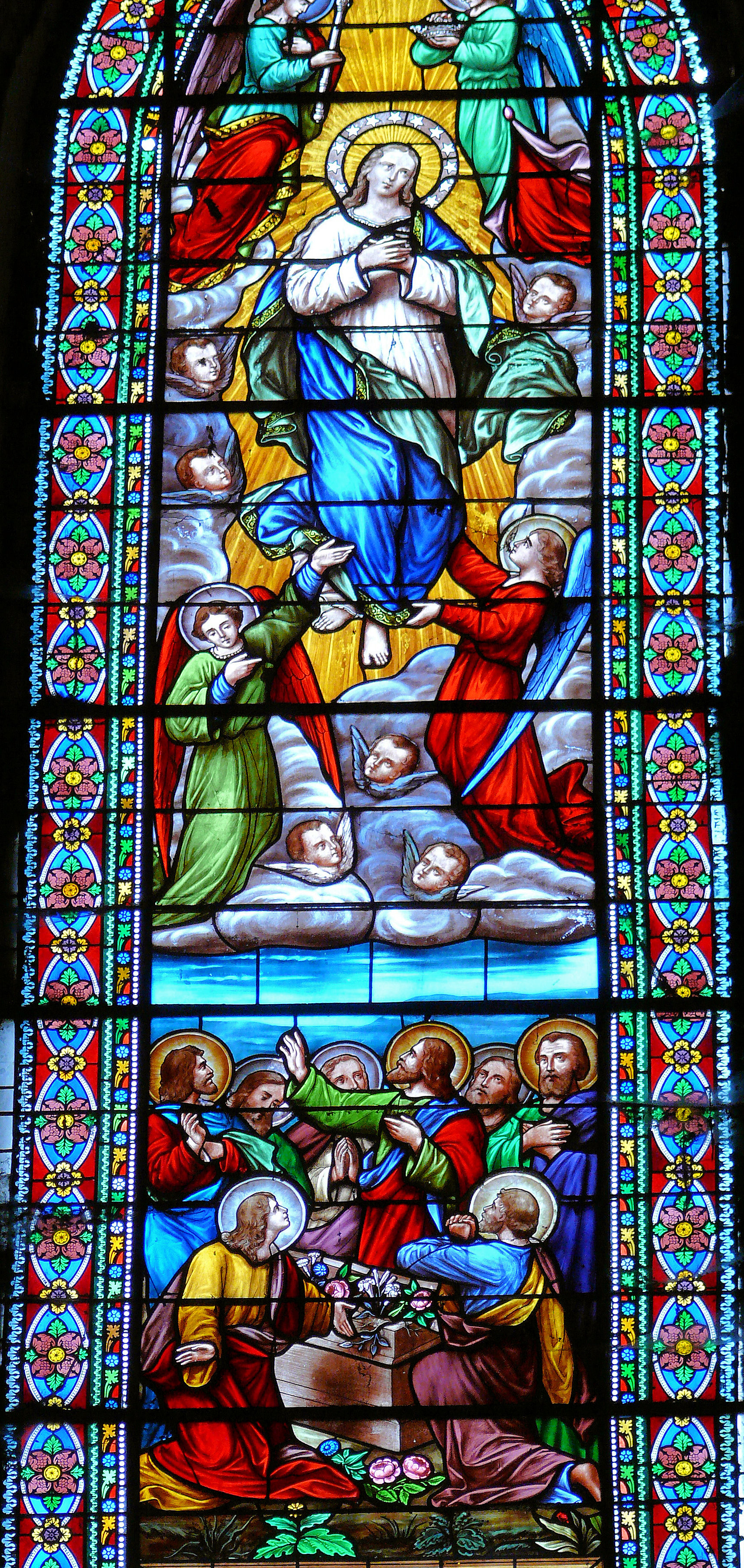
Vitrail de l'Assomption de la Vierge dans le chœur.

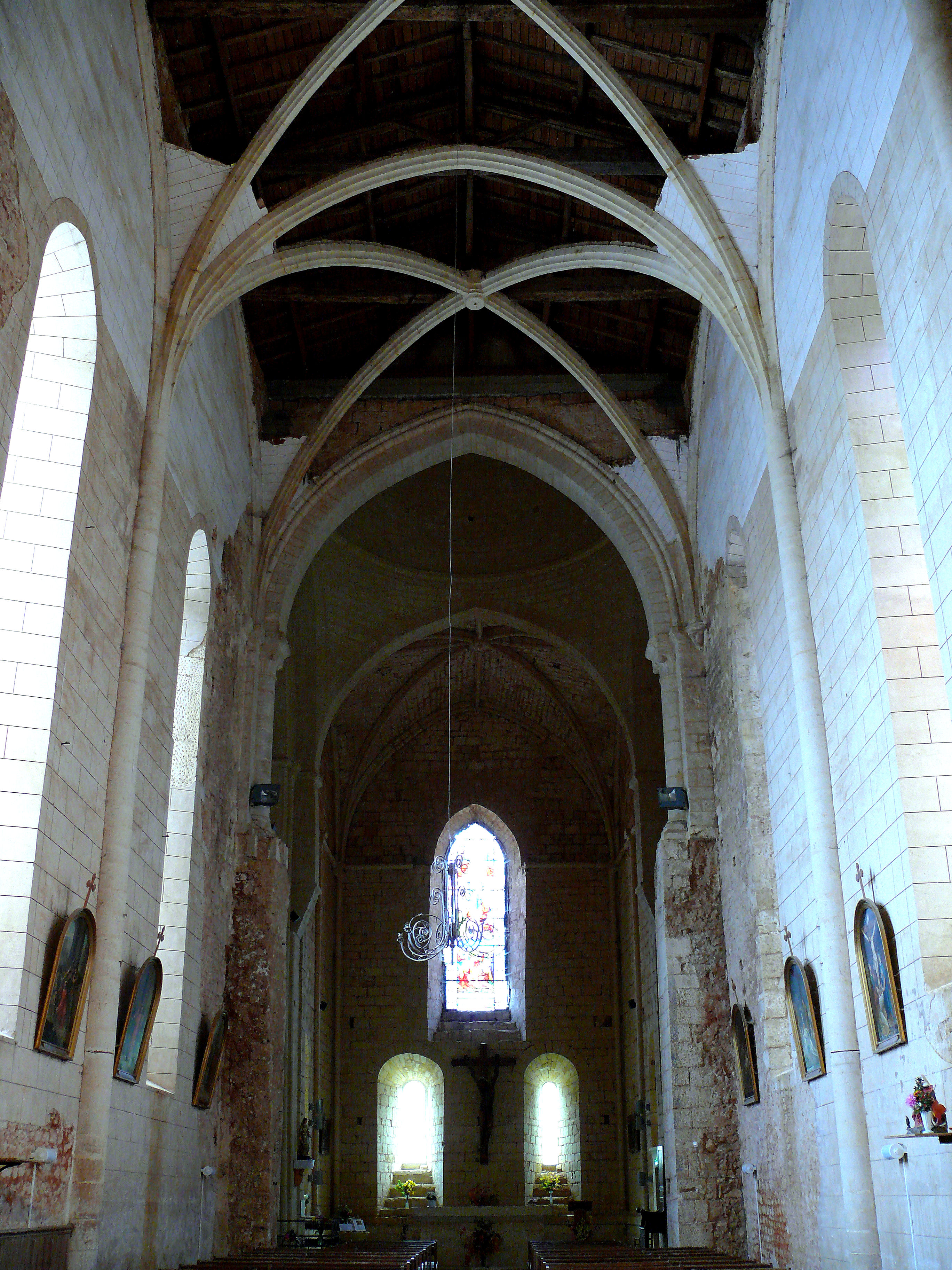
Les voûtes de la nef après restauration.

En 1875, aucun des travaux nécessaires n'ont été faits et un rapport fait à cette date en ajoute d'autres. Visite de l'évêque de Périgueux, Mgr Dabert, en 1875.

Un inventaire fait en 1905 mentionne que "l'église restaurée il y a moins de cinquante ans semble neuve". Il semble donc que les travaux ont été faits sur la nef après la visite de Mgr Dabert, les voûtes de la nef ont été refaites en briques et ses murs gouttereaux ont été rehaussés de 2 m (et non 1804 comme noté par Jean Secret dans "Périgord roman"). De nouvelles cloches sont mises en place en 1896.
Rien n'est fait pour l'entretien de l'église au début du XXe siècle. Elle est inscrite à l'Inventaire supplémentaire en 1948 et est classée Monument historique en 1956. Les premiers travaux de restauration sont entrepris à la fin des années 1970. Les travaux de réfection du toit sous la direction de l'architecte en chef des Monuments historiques Bernard Fonquernie sont terminés en 1975. En 1990, une tranche importante des travaux est terminée. Les voûtes de la nef sont remplacées par les seules ogives. La statue du Christ faite par Mic Bertincourt et offerte par Alain Predo est mise en place dans le chœur en 1994. Les deux fenêtres du chœur qui avaient été fermées quand avait été ouverte la fenêtre centrale ont été rouvertes.
En 2010 des travaux sont en cours sur le mur nord de la nef.
Remarque : Gallia christiana donne le nom de deux abbés de Paunat entre 804 et 849. Après la restauration de Paunat par Frotaire, évêque de Périgueux, vers 980, les abbés ont été remplacés par des prévôts, jusqu'à l'union de la prévôté de Paunat au grand séminaire de Périgueux en 1703.

## Architecture

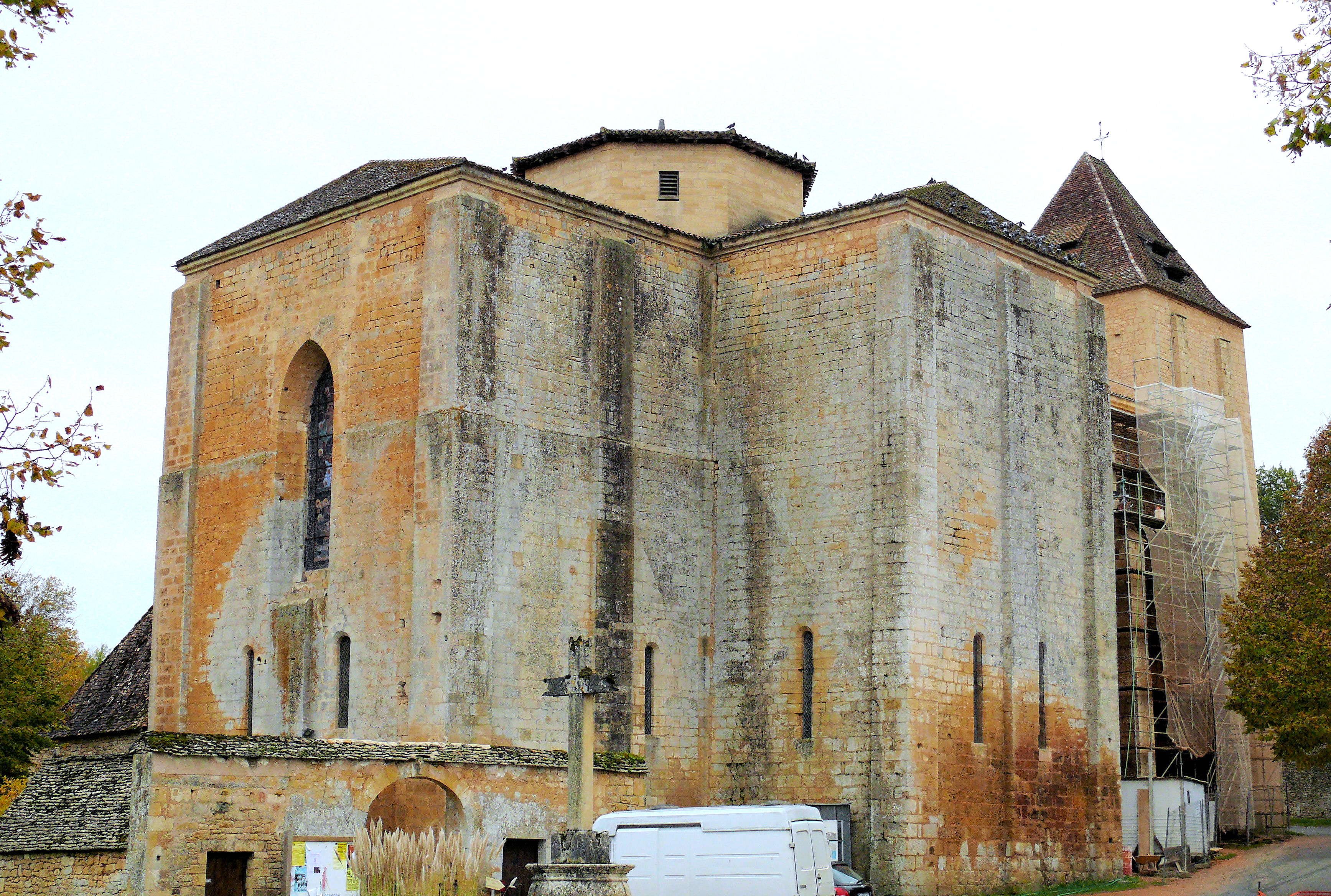
Chevet de l'église.

L'église est construite en croix latine.

Dans une région troublée, l'architecture de l'église avait été conçue pour servir de refuge éventuel aux moines et aux habitants de Paunat.
L'église actuelle présente un chœur rectangulaire qui date du XIIe siècle et qui a été voûté d'ogives de style angevin au XIVe siècle. Le transept a dû être construit peu après. Une vaste chambre de défense avait été prévue au-dessus des voûtes du chœur et du transept. Il est probable que celle-ci se prolongeait au-dessus de la voûte de la nef jusqu'au couloir qui existait dans le clocher-porche.
La nef actuelle a été construite au XIVe siècle et les voûtes d'ogives qui la couvrent ont été refaites en briques au XIXe siècle. 

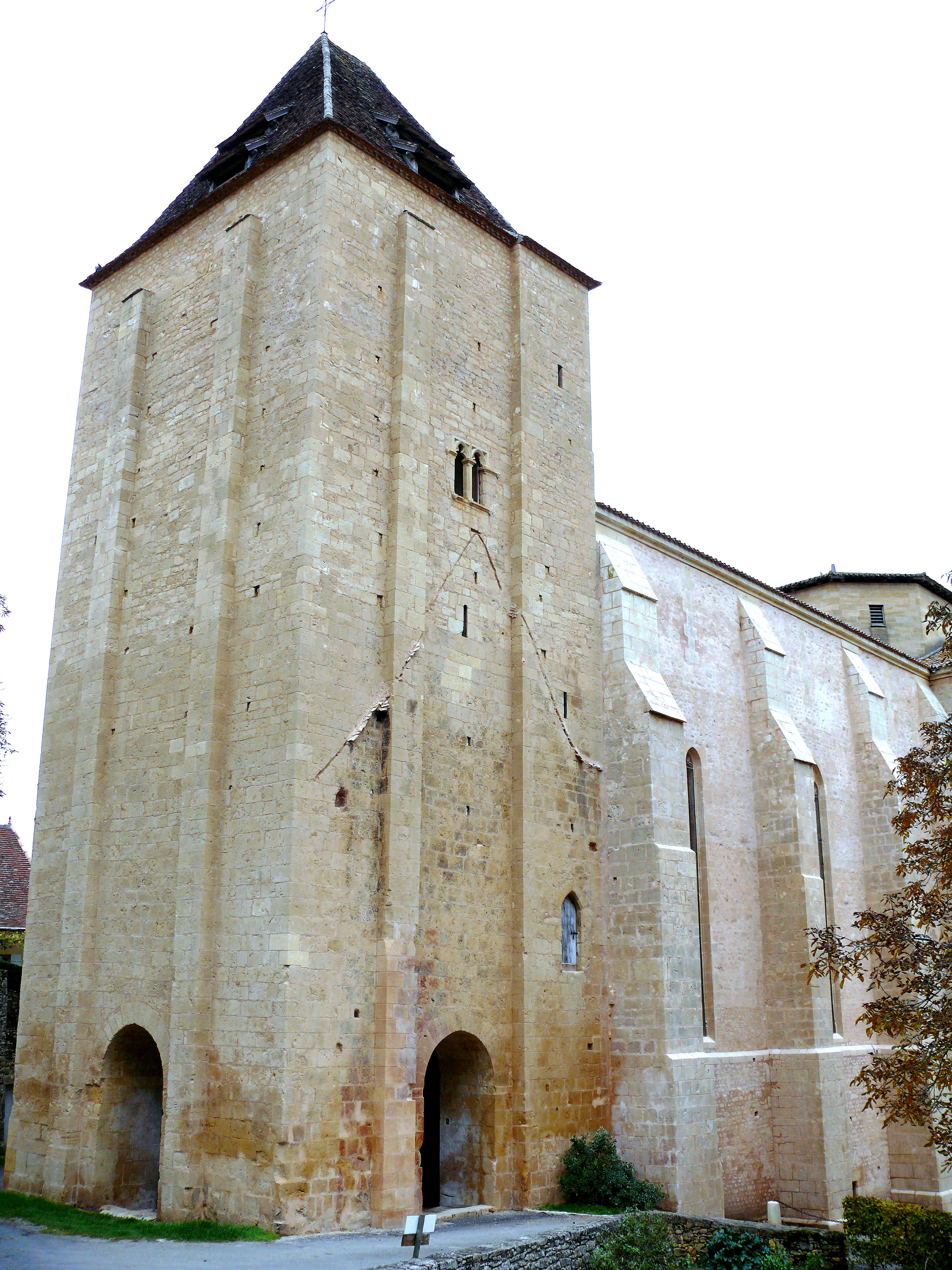
Clocher-porche.

Quant au clocher-porche, il n'a subi aucun remaniement depuis son édification au début du XIIe siècle. Son plan rappelle celui du clocher-porche de l'ancienne cathédrale Saint-Étienne-de-la-Cité à Périgueux redécouvert par des fouilles en 1927.

C'est la partie la plus intéressante de l'église. Sur une base extérieure sensiblement carrée, le niveau intérieur inférieur est constitué d'une travée circulaire ouverte sur quatre portes en plein cintre et couverte d'une coupole. Au-dessus de la coupole se trouve une salle à laquelle on accédait par une porte se trouvant à 6 mètres de hauteur sur le côté sud-est de la tour. Autrefois, un couloir et une baie permettait de communiquer avec la nef romane de l'église. Cette salle est voûtée par une coupole très accentuée, unique en Périgord, car elle part d'une section carrée pour se transformer progressivement en section circulaire. Un plancher en bois devait couper ce volume.

### Dimensions principales
Longueur totale dans l'œuvre : 46 m
Dimensions du sanctuaire : 9 x 8 m
Longueur de la nef : 22 m
Largeur de la nef : 7,70 m
Largeur du transept : 22 m
Diamètre de la coupole de la croisée : 7 m
Hauteur à la clé de la coupole : 18,50 m
Hauteur à la clé des grands arcs : 14 m
Diamètre intérieur du porche : 6 m
Hauteur du clocher : 25 m